# Dones en la informàtica

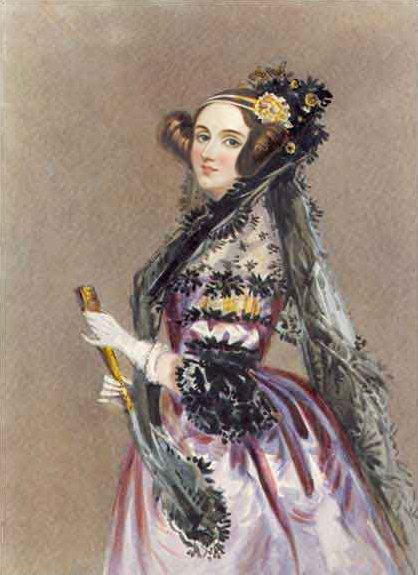
Ada Lovelace. Primera dona programadora de màquines computadores.

La preocupació mundial sobre el paper actual i futur de les dones en tasques de computació va adquirir més importància amb l'aparició de l'era de la informació. Aquestes preocupacions van motivar l'organització de debats públics sobre la igualtat de gènere en veure's que les aplicacions informàtiques exerceixen una creixent influència en la societat. Aquest diàleg ha ajudat a difondre les innovacions en tecnologia de la informació i a reduir els efectes involuntaris del sexisme percebut.

## Descripció general
Als Estats Units, el nombre de dones presents en estudis de pregrau en informàtica, en quadres de la tecnologia de la informació va aconseguir el seu punt màxim a mitjans de la dècada de 1980.
Sobretot en informàtica, hi ha hagut una caiguda dramàtica en el nombre de dones que aconsegueixen el títol de grau. Les xifres recents de l'associació de recerca d'informàtica Taulbee de l'enquesta indiquen que el nombre va caure recentment per sota del 12%, venint de gairebé un 40% a mitjans dels 80. Una situació similar s'observa a Canadà, on la disminució de dones en la informàtica és evident.
La recerca ha demostrat que molts conceptes erronis sobre la computació persisteixen i poden desencoratjar a les dones. Un dels majors malentesos amb la informàtica és el «factor geek». Es creu que un estudiant d'universitat ha de passar-se tot el dia treballant davant d'un teclat i ordinador.
El catedràtic De Palma de la Universitat de Gonzaga creu que es poden atreure més dones cap als estudis d'informàtica ressaltant-ne la similitud amb les matemàtiques. Suggereix cinc formes per millorar l'atractiu de la informàtica per a les noies: Tanmateix, atès que el nombre d'universitàries que expressen el seu interès a seguir una carrera en informàtica ha empitjorat solament en una dècada fins als nivells anteriors a 1980, és possible que els consells per a formació esmentats abans hagin estat ineficaços. Per exemple, el suggeriment d'«ensenyar informàtica sense ordinadors» és absurda i antiquada, sobretot perquè els ordinadors estan ben arrelats en pràcticament tots els aspectes de la vida moderna.
Les exposicions proactives i positives prèvies a les primers experiències amb ordinadors, com el projecte Alice, fundat per Randy Pausch, un altre home, a la Carnegie Mellon University, semblen més eficaços en termes de retenció i creació d'entusiasme en les nenes que més tard podrien considerar entrar en aquest camp.

## Atraient a les dones a la informàtica
Diverses universitats d'Amèrica del Nord estan canviant els seus programes d'informàtica per a fer-los més atractius per a les dones. Empreses com IBM també esperonen a les joves a interessar-se en l'enginyeria, la tecnologia i la ciència. IBM organitza campaments per a dones joves d'edats entre 11 i 13 anys (E.X.I.T.E.).
A més, s'estan fent esforços per fer més visibles a científiques informàtiques a través d'esdeveniments com la sèrie de conferències Grace Hopper Celebration of Women que permet reunir-se, col·laborar i presentar els seus treballs a les dones del sector.
Al Regne Unit, la British Computer Society (BCS) i d'altres organitzacions tenen grups que promouen la causa de les dones en la informàtica, tals com BCSWomen, fundada per Sue Negro, BCS i el Fòrum de la Dona.

## Teoria de gènere i dones en informàtica
Un llibre de 2008 titulat Gender and Information Technology: Moving Beyond Access to Co-Create Global Partnership utilitza teoria de Riane Eisler sobre la transformació cultural per oferir una perspectiva de sistemes socials interdisciplinaris en temes d'accés a la tecnologia. (Eisler és més conegut pel seu best-seller internacional The Chalice and the Blade Our History, Our Future). Gender and Information Technology explora com passar de sistemes dominadors a sistemes de col·laboració-com es reflecteix en quatre institucions socials primàries (comunicació, mitjans de comunicació, educació i negocis) - pot ajudar-nos a anar més enllà de la noció simplista d'accés a co-crear una veritable revolució digital a tot el món.
Un llibre de 2000 titulat Athena Unbound, ofereix una anàlisi (basat en entrevistes i enquestes) sobre dones científiques partint del seu interès de la primera infància, fins a la universitat, l'escola de postgrau i, finalment, en el lloc de treball acadèmic.
Des de la Unió Europea s'està treballant per enfrontar el Factor Atenea que denomina al fenomen de retirada de les dones del sector digital. Algunes especialistes estan tractant de combatre aquesta situació amb el suport d'institucions nacionals i internacionals.

## Perspectiva internacional
Els països occidentals presenten un consens pel que fa a dones en la informàtica i exhibeixen nombres molt similars.
Una enquesta encarregada per SWIFT ("Supporting Women in Information Technology"), amb seu a Vancouver, Canadà, també produeix resultats interessants. L'enquesta va recollir 7.411 participants en els quals se'ls van fer preguntes sobre les seves opcions de carrera. Les dones tendeixen a creure que no tenen el conjunt d'habilitats necessàries per tenir èxit en el camp de la Informàtica. Això proporciona una base sòlida per a una correlació positiva entre la percepció de competència i elecció de carrera.
Un projecte amb seu a Edimburg, Escòcia, «Estratègies d'inclusió: Gènere i Societat de la Informació» (SIGIS) va publicar les seves conclusions sobre la base de la recerca en 48 estudis de casos separats en tot Europa. Les conclusions se centren en la contractació, així com en les tècniques de retenció per a dones ja estudiant en aquest camp. Aquestes tècniques van des de la introducció de models de rol, campanyes de publicitat i quotes d'assignació que faran que la informàtica sembli un camp més neutral en gènere. També se suggereixen reformes a l'educació que augmentarien la qualitat del professorat i els serveis tecnològics. Una breu panoràmica de les raons per tancar la bretxa de gènere en la indústria de la informàtica inclou:
1. Argument de justícia: les dones manquen d'oportunitats per influir en la societat a través d'un mitjà en creixement tecnològic continu
2. Argument d'Igualtat d'Oportunitats: perdent drets i beneficis que ofereixen les TIC
3. Argument dels recursos: les pèrdues socials que s'acumulen a causa dels talents i les experiències malbaratades per dones
4. Argument del mercat de treball: explora la possibilitat del futur paper de la dona com a proveïdora de mà d'obra qualificada.

La situació als països asiàtics és molt diferent. La recerca suggereix que Malàisia compta amb percentatges més equilibrats, gairebé meitat-meitat. Se suggereix que això pot ser a causa del fet que les dones de Malàisia veuen les carreres de TI com una forma de treball en lloc d'un símbol d'estatus. Un treball en la indústria de la computació també implica un entorn de treball segur. La forta creença en la generació anterior que las TIC serien un sector florent amb moltes oportunitats de treball, va motivar als pares per incentivar als seus fills a participar en una carrera d'Informàtica, no important el gènere.
En l'Índia, el cas és el contrari al dels països occidentals. Hi ha una gran demanda d'informàtica, però no suficients universitats prestigioses que ofereixin una educació de qualitat, tot i que això està canviant. Atès que la indústria de la TIC ha estat font d'ocupació a gran escala, hi ha una taxa més alta de dones que escullen formació
i carreres d'enginyeria, especialment enginyeria informàtica. L'Enginyeria informàtica és relativament neta en el sentit que no s'inclou entre les carreres lligades a fàbriques.
La majoria de les carreres estan lligades a la programació, que també es pot fer fàcilment a casa.
Els graduats en informàtica de prestigioses universitats també són altament respectats.
Els pares també intervenen significativament en les decisions, ja que majoritàriament promouen una carrera en enginyeria informàtica. Fins i tot llavors, la competència és molt dura, i les poques dones que entren a les millors universitats són molt respectades.

## Cronologia de les dones en la informàtica

### Seglexix
- 1843: Ada Lovelace, reconeguda com la primera a descriure un llenguatge de programació de caràcter general.[15]
- 1892: Henrietta Swan Leavitt, es va graduar als 24 anys en el que ara és el Radcliffe College. Va treballar com a voluntària l'any següent en l'Observatori del Harvard College i es va unir al grup de les «calculadores» (computers), un grup de dones dedicades a la producció de dades astronòmiques a Harvard; la seva labor va ser fonamental en el descobriment dels Estels variables Cefeidas. Els seus superiors eren Edward Pickering i Edwin Hubble, que es van emportar inicialment tot el mèrit.

### Segle XX

#### Anys 1940
- 1942: Hedy Lamarr, diva de Hollywood i co-inventora d'una forma primerenca d'espectre de propagació en radiodifusió. La primera patent pública disponible d'un sistema basat en espectre eixamplat, data de l'11 d'agost de 1942, en plena Segona Guerra Mundial, per una actriu de Hollywood de l'època i enginyera de telecomunicacions, Hedy Lamarr i el pianista George Antheil.
- 1943: Les màquines Colossus van ser els primers dispositius calculadors electrònics usats pels britànics per llegir les comunicacions xifrades alemanyes durant la Segona Guerra Mundial. Les operaven dones que eren del Women's Royal Naval Service.
- 1946: Jean Jennings Bartik, Betty Snyder Holberton, Frances Bilas Spence, Kathleen McNulty Mauchly Antonelli, Marlyn Wescoff Meltzer i Ruth Lichterman Teitelbaum, les programadores originals del primer computador ENIAC.
- 1949: Ángela Ruiz Robles, va obtenir la patent de la seva Enciclopèdia mecànica nº 190.698 a favor d'un procediment mecànic, elèctric i a pressió d'aire per a la lectura de llibres. Precursora de l'i-book.[16]
- 1949: Grace Hopper, militar estatunidenca, que va ajudar a desenvolupar les computadores BINAC i UNIVAC I. Va ser la primera programadora que va utilitzar el Mark I.

#### Anys 1950
- 1952: Grace Hopper, va desenvolupar el primer compilador de la història, l'A-0, i l'any 1957 va crear el primer compilador per a processament de dades que usava ordres en anglès, el B-0 (FLOW-MATIC), utilitzat principalment per al càlcul de nòmines.
- 1959: Mary Allen Wilkes, mentre treballava al MIT va tenir l'oportunitat de treballar amb computadores com la IBM 709 i la TX-2 (1959 a 1963).[17] En aquest temps va estar dissenyant diversos sistemes operatius pel LINC, en anglès Laboratory Instrument Computer, amb el nom de LAP (sistema operatiu), en anglès LINC Assembly Program (primera minicomputadora), fins a evolucionar al LAP6.

#### Anys 1960
- 1960: Grace Hopper va inventar-se un llenguatge de programació. Aquest llenguatge es deia COBOL i consistia en poder aplicar un llenguatge universal per poder utilitzar tots els ordinadors, ja que durant els anys 60 hi havia incompatibilitat entre molts d'ells i això impedia molts cops que hi hagués una bona informàtica de gestió.

- 1962: Jean I. Sammet, matemàtica i científica en computació; va desenvolupar el llenguatge de programació FORMAC. Va ser la primera persona que va escriure extensament sobre la història i classificació dels llenguatges de programació (1969).
- 1965: Jean I. Sammet, va fundar l'ACM, Comitè Especialitzat en Càlcul Simbòlic i Algebraic (SICSAM).
- 1965: Mary Allen Wilkes, va ser la primera a crear i treballar amb una computadora privada des de casa seva, la qual cosa fa que se la consideri la primera usuària d'un ordinador personal.
- 1968: Barbara H. Liskov, es va convertir en la primera dona dels Estats Units que va aconseguir un Doctor Philosophiae en Ciències de la computació per la Universitat Stanford.

#### Anys 1970
- 1972: Karen Spärck Jones, pionera de recuperació d'informació i processament del llenguatge natural.
- 1974: Jean I. Sammet, va ser presidenta del Grup d'Interès de Llenguatges de Programació (Special Interest Group on Programming Languages). Primera presidenta de l'ACM, de 1974 a 1976.
- 1978: Carol Shaw, l'empresa Atari la va reclutar per treballar com a dissenyadora de videojocs, oficialment exercint la labor d'Enginyera microprocesadora de programari, convertint-se d'aquesta manera en la primera dona dissenyadora de videojocs pels seus treballs Polo, que finalment no va arribar a publicar-se, quedant-se en mer prototip.[18]

#### Anys 1980
- 1982: Carol Shaw, s'uneix a Activision, on va programar el seu millor joc, el conegut River Raid.[19] Va ser qualificat en alguns països d'Europa (com Alemanya), com a joc violent i prohibit a menors, convertint-se en el primer joc de vídeo consola que va ser prohibit per violent.
- 1984: Roberta Williams, el seu treball va ser pioner en els jocs d'aventures gràfiques, per a computadores personals, especialment la saga King's Quest.
- 1984: Susan Kare, va crear les icones i molts dels elements de la interfície per l'Apple Macintosh original en la dècada de 1980. Va treballar com a directora creativa a NeXT.

#### Anys 1990
- 1993: Shafi Goldwasser, guanyadora del Premi Gödel per l'article «The knowledge complexity of interactive proof systems».
- 1993: Barbara Liskov, juntament amb Jeannette Wing, va desenvolupar el Principi de substitució de Liskov.
- 1994: Sally Floyd, més coneguda pel seu treball en el protocol TCP (Transmission Control Protocol).
- 1996: Xiaoyuan Ti, primera dona beneficiària del Premi de Tesi Doctoral de l'ACM.
- 1997: Anita Borg, va fundar l'Institut de la Dona i la Tecnologia (ara l'Institut Anita Borg de la Dona i Tecnologia). Els dos objectius primordials darrere de la fundació de l'organització eren augmentar la representació de les dones en els camps tècnics i permetre la creació de més tecnologia per part de dones.[20]

### Segle XXI
- 2001: Shafi Goldwasser, guanyadora del Premi Gödel per l'article «Interactive Proofs and the Hardness of Approximating Cliquis».
- 2004: Barbara H. Liskov, va guanyar la Medalla John von Neumann per «la seva fonamental contribució als llenguatges de programació, metodologies de programació i sistemes distribuïts».
- 2004: Jeri Ellsworth, dissenyadora autodidacta de xips i creadora del C64 Direct-to-TV.
- 2005: Mary Lou Jepsen, fundadora i directora de tecnologia del projecte One Laptop per Child (OLPC), One Laptop per Child (OLPC).
- 2006: Frances I. Allen, primera dona a rebre el Premi Turing de l'ACM.
- 2008: Shafi Goldwasser, va rebre el Premi Athena Lecturer del comitè de la Association for Computing Machinery, atorgat a dones destacades en les ciències de la computació (2008-2009).
- 2008: Barbara H. Liskov, va guanyar el premi Turing per «la seva contribució als fonaments teòrics i pràctics en el disseny de llenguatges de programació i sistemes, especialment relacionats amb l'abstracció de dades, tolerància a fallades i computació distribuïda».
- 2010: Arantza Illarramendi, primera dona a rebre el 'Premi Aritmel a l'Informàtic de l'any' atorgat per la Societat Científica Informàtica d'Espanya (SCIE) pel seu treball en bases de dades.
- 2011: Ángela Ruiz Robles, la Universitat d'Informàtica de Granada li fa un homenatge com la precursora de l'e-book.

## Els premis Turing
El Premi A.M. Turing, de vegades referit com el "Premi Nobel" de la Informàtica, va rebre el nom en honor d'Alan Mathison Turing (1912–1954), un matemàtic i científic informàtic britànic. El premi Turing ha estat guanyat per tres dones entre 1996 i 2015.
- 2006 – Francis "Fran" Elizabeth Allen
- 2008 – Barbara Liskov
- 2012 – Shafi Goldwasser

## Organitzacions de dones en informàtica
- Xarxa de dones en informàtica (MUIN)
- Association for Computing Machinery (ACM) Comissió de la Dona
- Associació de Dones en Informàtica (Association for Women in Computing)
- Les dones australianes en TIC i Ciència (AWISE - Australian Women in IT and Science entity Arxivat 2015-02-10 a Wayback Machine.)
- PARM de APC Arxivat 2009-10-02 a Wayback Machine. - Associació per al Progrés de les Comunicacions, Programa de Suport a Xarxes de Dones, APC WNSP - Association for Progressive Communications, Women's Networking Support Programme
- BCSWomen, Grup d'Especialistes de la Societat de Computació Britànica, que és una associació només per a dones.
- CPSR Women in Computing dones en Informática
- Computing Research Association. Comissió de la Condició Jurídica i Social de la Dona en la recerca d'Informàtica
- Debian Women
- IEEE Women in Engineering (WIE)
- Feminist Approach to Technology, Aproximació feminista a la tecnologia
- LinuxChix, una associació orientada a dones en el moviment de codi obert
- DevChix, grup de dones desenvolupadores / programadores
- (NCWIT) Centre Nacional per a les Dones i Tecnologia de la Informació, EUA
- Girl Geek Dinners - un grup internacional de dones de totes les edats
- Ubuntu Women Arxivat 2012-02-26 a Wayback Machine.
- i-makumeak
- Grup de treball WIRE. (http://www.informatics-europe.org/working-groups/women-in-icst-research-and-education.html)

## Els avenços més importants de la computació per part de les dones

### De la computació a la informàtica per Ada Lovelace, el segle XIX[21]
Retrocedim fins al segle xix per a conèixer l'Ada Lovelace (1815-1852). Tot i que avui en dia és coneguda per ser considera la primera programadora informàtica de la història, les seves aportacions no van ser reconegudes i valorades en la contemporaneïtat de la seva existència, com ja bé deia el seu pare i poeta Lord Byron, era fàcil morir per una dona, però molt difícil viure-hi. A més a més, la raó per aquesta falta de reconeixement va ser degut als seus avançats plantejaments informàtics respecte a la tecnologia de l'època. De fet, no va ser fins un segle més tard, quan ja existia maquinària necessària, que es va poder posar en pràctica les anotacions que va deixar l'Ada Lovelace.
La contemporaneïtat que va viure la filla del gran poeta anglès, encara no havia conegut els ordinadors, de fet encara van trigar molt a arribar. Tot i això ella es va dedicar tota la seva vida a la calculadora mecànica. Una de les contribucions més importants que va fer és el que es considera com el primer algoritme específicament creat per programar un ordinador, una màquina computadora durant la seva època.
El disseny  d'aquesta màquina analítica capaç de resoldre equacions diferencials el va dur a terme Charles Babbage i no hagués estat possible sense la col·laboració de Lovelace. Malauradament, com ja hem dit anteriorment, la màquina mai no va completar-se, així que la programació de la jove matemàtica i física, no es va provar.
Aquests avenços i importants aportacions per al futur món dels ordinadors, són els que avui li asseguren un lloc destacat en la història de la computació.
Cap a finals del segle xix, trobem una de les primeres dones en destacar per les seves contribucions en l'àmbit de la computació, Henrietta Swan Leavitt. Graduada al Radcliffe College, va unir-se al grup de computes de la Universitat Harvard, un equip femení amb l'objectiu d'elaborar dades astronòmiques. Els seus mèrits obtinguts durant aquests anys d'investigació varen ser robats en un primer moment pels seus tutors Edward Pickering i Edwin Hubble.
Les computers, son un exemple de matemàtiques dones, dedicades al càlcul aplicat en diverses funcions de la ciència. Abans, quan els ordinadors encara no havien estat inventats, tots els càlculs que avui en dia son fet per ells, eren duts a terme per persones que es passaven el temps fent operacions per tal d'aconseguir descobriments en l'àmbit de la encara prematura informàtica. Henrietta Swan Leavitt i les seves companyes les computadores, son tan sols un exemple de totes aquelles persones, majoritàriament dones, que varen donar el seu temps i dedicació en tant al progrés de les ciències de la computació.

### Les dones que van contribuir a convertir el Segle XX en el segle de la computació
La història del segle XX està repleta de dones claus per l'avanç de la ciència de la computació i la configuració del món tal com el coneixem actualment, encara que moltes es mantinguin encara anònimes. És per això que, cronològicament, donarem nom a les més rellevants en relació amb el món previ a la informàtica, el món de les comptadores. Paral·lelament, les societats més desenvolupades, vivien altres avenços com l'erradicació de les pandèmies i el gran auge dels automòbils, al abast d'un nombre més gran de població. Però no van ser tan importants les millores que van experimentar aquests camps, com les que es varen viure en l'enginyeria informàtica. Aquesta situació ha permès la democratització en la transmissió d'informació que trobem actualment.
Una de les dones que més han contribuït en el progrés de la computació va ser Rózsa Péter, una matemàtica hongaresa fundadora de la recursivitat i que va acabar aplicant les funcions recursives als ordinadors.
Péter va començar a estudiar química com volia el seu pare, fins que va adonar-se que la seva vocació eren les matemàtiques, grau del que es va graduar l'any 1927. Va compartir el seu període universitari amb qui seria el seu col·laborador d'estudis posteriors, Lászlo Kalmár, i qui l'ajudaria a encaminar-se cap allò al que va dedicar la seva vida, les funcions recursives de Gödel. Finalment, l'any 1935 va obtenir el doctorat. Els seus treballs sobre funcions recursives van ser publicats i va formar part del consejo editorial de varies revistes internacionals de matemàtica, entre elles, el Journal of Symbolic Logic, l'any 1937.
Tres anys abans, a Zurich al ICM de 1932 va presentar un dels seus primer treballs de funcions recursives, tot proposant que el seu estudi fos considerat com un punt de partida per a una nova àrea d'investigació matemàtica. Tot i continuar activa en les col·laboracions que va fer a la ciència de la computació, va dedicar-se gran part de la seva vida a l'ensenyança particular a nivells no universitaris, més tard va treballar a la pedagoga Förskola de Budapest. Finalment, i fins al dia de la seva jubilació, va dedicar-se a la docencia a la Universidad Eötvös Loránd, la mateixa universitat on va cursar els seus estudis. L'any 1951 va publicar un dels libres que acabaria sent referencia en l'àmbit de funcions recursives, Rekursive Function. Es va centrar en la utilització de las funcions recursives en la computació.

### Els anys 40 i l'arribada de la primera “hacker”
Si avancem una mica més en el temps, fins als anys 40, topem amb la gran Grace Murray Hopper (1906-1992), membre de l'exèrcit i de les primeres en usar l'ordinador electromecànic. A més a més, fou la creadora del llenguatge de programació COBOL destinat neòfits, membres nouvinguts que entraven a formar part, en aquest cas, de l'exèrcit i que facilitava la possibilitat de programar a gent poc especialitzada, creant un programa d'ajuda i una simplificació que va acabar significant l'evolució del món de la informàtica.
Va enfocar-se a la millora de la tecnologia americana, i en conclusió, a la millora mundial. Una de les contribucions que no pot oblidar-se és el fruit del seu treball amb Howard H. Aiken, el que seria la primera màquina calculadora electromagnètica, Mark I. Cal destacar, també, que l'any 1949, Grace Hopper, estava començant a donar forma a les futures computadores BINAC y UNIVAC I.
Sent la primera dona en arribar a aconseguir el grau de contraalmirant en la Marina estatunidenca, no és aquest el seu mèrit més destacat, sinó que les aportacions que va fer a les ciències de la computació l'han fet passar a la història amb diversitat de noms com: Àvia COBOL o Amazing Grace, però el més interessant és que, per molts estudiosos, ha estat considerada la primera “hacker”.
La comunitat científica ha fet i fa encara, gran labor per a premiar el seu treball, des de premis que porten al seu nom, fins a la celebració de la Grace Hopper Celebration of Women in Computing, un conjunt de conferències que tenen l'objectiu d'animar a les dones a la contribució dins l'àmbit de la tecnologia.
Dins la història femenina de les ciències de la computació, cal remarcar el nom de la germana Mary Kenneth Keller (1914-1985), una religiosa, que va ser la primera en doctorar-se en computació o ciències informàtiques a mitjan quaranta. Més endavant, en l'àmbit laboral, va formar part d'un laboratori, tot i que aquest era “only for man”, ella va ser una de les treballadores que va ajudar a elaborar el llenguatge bàsic de programació.

### Hollywood com a creador de l'actual Wifi?
Hedy Lamarr (1914-2000), la famosa actriu de la fàbrica de somnis, fou ni més ni menys, que la creadora d'un dels sistemes de comunicació secret més potents a base de freqüències, el precursor en funcionament a l'actual Wifi o les xarxes sense fil.
Aquest invent va veure la llum en plena Segona Guerra Mundial, el dia 11 d'agost de 1942, amb l'ajuda del pianista George Antheil i no fou fins a la dècada dels vuitanta, quan el seu descobriment tecnològic va ser aplicat en enginyeria civil i que a més amés, acabaria servint de base a la comunicació sense fils, un aspecte inqüestionablement necessari actualment.
Llicenciada en enginyeria de telecomunicacions i superdotada, fou fanàtica dels invents, és per això que el 9 de novembre de cada any se celebra el dia de l'inventor, en honor d'ella.
Un any després que Lamarr i Antheil inventessin el sistema de comunicació secret, els primers dispositius calculadors electrònics Colossus varen ser creats per la intel·ligència britànica amb l'objectiu de desxifrar els missatges codificats nazis. Aquestes maquines van ser usades per les dones integrants del Women's Royal Naval Service, ja que varen ser elles les que, en la rereguarda, varen fer la guerra contra les potències de l'eix des de ben entrada la Segona Guerra Mundial.

## Voluntat de visibilitat i reconeixement
Ja abans del canvi de segle, va començar el procés de rescat dels mèrits d'aquestes aliades dels ordinadors, en un intent per establir una genealogia femenina que determinés en quina mesura havien contribuït als avançaments de què gaudim avui. Per posar un exemple, els noms d'Adele Katz van sortir a la llum als anys vuitanta gràcies a la recerca de Kathryn Kleiman a Harvard. Va ser un dels primers passos destinats a revelar el paper que havien fet les dones en la història de la computació.